# Kultura ubóstwa
Kultura ubóstwa (ang. culture of poverty; pierwotnie "subkultura ubóstwa", później skrócona do "kultury") – koncepcja, którą na podstawie swoich badań w Meksyku, w Indiach, w Portoryko i na Kubie sformułował w latach 40. XX wieku antropolog amerykański, Oscar Lewis.
Jest to według niego wzorzec życiowy, przekazywany z pokolenia na pokolenie przez społeczności ubogie w społeczeństwach nowoczesnych (nie dotyczy to ludów pierwotnych, które nie są zbytnio rozwarstwione społecznie i mają własną kulturę, umożliwiającą godne życie i zaspokojenie potrzeb swych członków). Ubóstwo według Lewisa posiada własną strukturę i mechanizm obronny, który człowiekowi biednemu ułatwia przetrwanie i bez którego z trudem dałby sobie radę. Jest to sposób życia niezmienny i trwały.
Ludzie, którzy musieli się dostosować do warunków ubóstwa materialnego w społeczeństwie przemysłowym, wypracowali w tym celu specyficzny system zachowań i wartości, który można traktować jako kulturę w sensie antropologicznym. Z definicji kultury zaś wynika, że jest to system, w którym przez wychowanie dochodzi do socjalizacji kolejnych pokoleń.
Kultura ubóstwa jest według Lewisa częścią jakiejś większej całości kulturowej. Subkultura ubóstwa jest podrzędna w stosunku do szerzej rozumianej kultury danego regionu geograficznego. Z drugiej
strony kulturę ubóstwa można rozpatrywać niezależnie przy porównywania kultur społeczności ubogich z różnych regionów świata.
Ludzie żyjący w kulturze ubóstwa zamieszkują dzielnice, które można określić jako getta i nie przywiązują się do miejsca  zamieszkania. Charakteryzuje ich rezygnacja i fatalizm. Ich życie ukierunkowane jest na teraźniejszość i toczy się wokół spraw stołu i łóżka. Brak im umiejętności planowania. Są nastawieni na konsumpcję tanich towarów. Nie istnieje tutaj ściśle określona własność prywatna. Członkowie takich społeczności są bardzo nieufni w stosunku do otaczającego świata. Przejawia się to przede wszystkim w obawie przed policją, braku zaufania do rządu i do wszystkich ludzi zajmujących wyższe stanowiska czy pozycję społeczną oraz do wartości i instytucji klas wyższych. Biedni stronią od instytucji społecznych, nie zrzeszają się, nie szukają przedstawicielstwa politycznego, nie interesują się życiem publicznym i polityką.
Istnieje tu silna tendencja do patologii społecznej, a szczególnie do przestępczości. Często występuje znaczna tolerancja wobec przemocy. Częstą cechą charakterystyczną jest system ekonomiczny, polegający na zastawianiu rzeczy osobistych i zaciąganiu lichwiarskich pożyczek na wysoki procent.
Rodzina jest strukturą bardzo labilną, nie troszczy się o dziecko jako o osobę, która przeżywa szczególny, długotrwały okres w swym życiu i któremu należy się szczególna opieka i ochrona. Szkoła nie jest tu instytucja ważną. Rola ojca jest często osłabiona z powodu bezrobocia i alkoholizmu, rodzina nie funkcjonuje jako całość i wychowuje jednostki mające poczucie bezsilności, zależności i kompleks niższości.
Skutkiem tego jest niezdolność ubogich do realnej zmiany swej sytuacji życiowej, a równocześnie brakuje im poczucia solidarności z ludźmi w podobnej sytuacji. Podstawową charakterystyką upadku na dno społeczne jest nagromadzenie przyczyn, które prowadzą do kryzysu życiowego: utrata pracy, brak zdolności płatniczej, problemy z mieszkaniem, problemy dzieci w szkole, choroby itp. Ludzie wykluczeni społecznie zazwyczaj nie stoją przed jednym problemem, ale przed całym ich kompleksem, przy czym każdy z nich z osobna może być zagrożeniem dla normalnego funkcjonowania człowieka w społeczeństwie. Wraz ze stopniowym upadkiem na dno społeczne przestaje być jasne, co jest tego przyczyną pierwotną, a co skutkiem. Ludzie wpadają w błędne koło problemów, przy czym trudno określić, który trzeba rozwiązać w pierwszej kolejności.
Teoria Lewisa była długo odrzucana, gdyż sprzeciwiała się panującym prądom umysłowym liberalizmu, który twierdzi, że każda wolna osoba będzie przejawiać inicjatywę w kierunku sukcesu życiowego. Minęło 15 lat zanim teoria kultury ubóstwa znalazła uznanie, choć do dziś nie brakuje też jej krytyków. Kolejni autorzy jednak wykazali, że zachowanie ubogich, tak jak je opisał Lewis, jest uniwersalne dla wszystkich ubogich społeczności w społeczeństwach nowoczesnych.